# نانو الزراعة
نانو الزراعة هو فرع من العلوم الزراعية يستخدم تقنيات النانو تكنولوجي لتحسين إنتاج المحاصيل، وتقليل الفاقد، وتعزيز استدامة الموارد الزراعية.
تعتمد هذه التقنيات على الجسيمات النانوية والأجهزة الدقيقة لتطبيقات مثل إيصال المغذيات، مكافحة الآفات، مراقبة التربة، وإدارة المياه. وقد أصبحت نانو الزراعة من أبرز الاتجاهات في الزراعة الذكية الحديثة.

## المفهوم العام
تعتمد نانو الزراعة على استخدام مواد نانوية يتراوح حجمها بين 1 و100 نانومتر، والتي تتميز بخصائص فيزيائية وكيميائية مختلفة عن المواد التقليدية. وتُستخدم هذه المواد في صور مثل الجسيمات، الأغشية، أو الحساسات الذكية.

## التطبيقات الرئيسية

### 1. الأسمدة النانوية
يتم تصميم جسيمات نانوية لإطلاق العناصر المغذية (مثل النيتروجين، الفوسفور، البوتاسيوم) بشكل بطيء ومنضبط داخل التربة أو جذور النبات، مما يقلل الهدر ويزيد الكفاءة.

### 2. المبيدات النانوية
تحمل الجسيمات النانوية مركبات كيميائية قاتلة للآفات وتطلقها ببطء أو عند استشعار وجود الحشرة، مما يقلل الحاجة إلى الرش المتكرر ويحد من التلوث البيئي.

### 3. أجهزة الاستشعار النانوية
توضع حساسات نانوية في التربة أو على النباتات لمراقبة الرطوبة، المغذيات، الأمراض، أو الإجهاد الحراري، وتنقل البيانات إلى نظم ذكية تُستخدم في اتخاذ قرارات الزراعة الدقيقة.

### 4. تنقية المياه وإعادة استخدامها
تُستخدم أغشية نانوية ومواد كربونية لترشيح مياه الري الملوثة وإعادة تدويرها، مما يعزز كفاءة استخدام المياه في الزراعة.

## الفوائد المحتملة
- زيادة إنتاجية المحاصيل دون زيادة استخدام الموارد.
- تقليل الأثر البيئي للأسمدة والمبيدات.
- تحسين رصد ومراقبة صحة النبات والتربة.
- تعزيز الأمن الغذائي من خلال نظم زراعية أكثر دقة ومرونة.

## التحديات والمخاوف
- السلامة البيئية: تأثير الجسيمات النانوية على التربة والكائنات الدقيقة لا يزال قيد الدراسة.
- سلامة الغذاء: هناك قلق من تراكم جسيمات نانوية في الأنسجة النباتية وانتقالها إلى السلسلة الغذائية.
- التكلفة: تصنيع المواد النانوية وتطبيقها لا يزال مرتفعًا في بعض الدول النامية.
- التشريعات: غياب قوانين واضحة ينظم استخدام هذه التقنية في المجال الزراعي.

## الأبحاث المستقبلية
تتوجه الأبحاث إلى تطوير جسيمات نانوية حيوية وقابلة للتحلل، بالإضافة إلى نظم ذكية ذاتية التشغيل لجمع البيانات الزراعية وتحليلها باستخدام الذكاء الاصطناعي.